# Albert Gruden
Albert Gruden s partizanskim imenom Blisk, slovenski častnik, partizan, komunist in domnevni vojni zločinec, * 6. november 1923, Šempolaj pri Nabrežini, † 27. avgust 1982, Sežana.
Gruden se je kot kovinar zaposlil v tržiških ladjedelnicah. Do 1942, ko je bil vpoklican v italijansko vojsko, so ga italijanske oblasti večkrat aretirale in zaprle. Po pobegu iz vojske se je marca 1943 priključil NOB, vstopil je v Kraško četo, bil na goriški fronti namestnik komandanta bataljona in kasneje komandant VOS za Slovensko Istro. Deloval je tudi na Dolenjskem. Vodil je številne akcije: napad na nemško postojanko v Dragi pri Trstu in Prešnici, mobilizacijo v tržaških predmestjih in druge. Po osvoboditvi je delal pri UDBI, tudi v Trstu – tam ga je italijanska policija 1947 aretirala in ga imela 7 mesecev v zaporu. Leta 1952 so Grudna v odsotnosti obsodili na dosmrtni zapor. Na lovu ga je ustrelil lastni sin. Igor Torkar ga je v Umiranju na obroke opisal kot Tineta Glina - Rasa. Ima spomenik pred Okrajnim sodiščem v Sežani.

## Napredovanja
- rezervni kapetan JLA

## Odlikovanja
- red narodnega heroja
- red za hrabrost (2x)
- red zaslug za ljudstvo II. stopnje
- red bratstva in enotnosti II. stopnje
- red partizanske zvezde III. stopnje